# Cassels Lake
Cassels Lake är en sjö i Kanada.   Den ligger i Nipissing District och provinsen Ontario, i den sydöstra delen av landet, 400 km nordväst om huvudstaden Ottawa. Cassels Lake ligger 285 meter över havet. Arean är 31 kvadratkilometer. Den sträcker sig 21,6 kilometer i nord-sydlig riktning, och 16,5 kilometer i öst-västlig riktning.
Följande samhällen ligger vid Cassels Lake:
- Temagami (840 invånare)

I omgivningarna runt Cassels Lake växer i huvudsak blandskog. Trakten runt Cassels Lake är nära nog obefolkad, med mindre än två invånare per kvadratkilometer.